# كادوكاوا شوتين
كادوكاوا شوتين (باليابانية: 角川書店) هي شركة نشر وماركة يابانية وتابعة لشركة كادوكاوا. تأسست في 10 نوفمبر 1945. يقع مقرها في طوكيو، اليابان. تقوم بنشر المجلات والكتب والمانغا.

## المجلات
- شونن إيس
- يونغ إيس
- ذا سنيكر
- آخر

## المانغا
- كاوبوي بيباب
- كود غياس
- ديدمان وندرلاند
- إيوريكا سفن
- هايسكول أوف ذا ديد
- كآبة هاروهي سوزوميا
- جونجو رومانتيكا
- النجم المحظوظ
- ميراي نيكّي
- نيون جينيسيس إيفانجيليون
- سيكاي-إيتشي هاتسوكوي
- الملازم كيرو
- روميو وجولييت
- تينتشي ميو
- كيرو
- تينتشي ميو
- حلقت فجلبت فتاة مدرسة ثانوية إلى المنزل.

## وصلات خارجية
- الموقع الرسمي